# Františkánský klášter (Opava)
Františkánský klášter v Opavě s kostelem svaté Barbory je zrušený klášter, jehož budova stojí v centru Opavy na rohu Ostrožné a Beethovenovy ulice. Vznikl ve 2. polovině 17. století, po necelých 140 letech působení byl ale zrušen a jeho objekty dlouhou dobu sloužily jako nemocnice. Stavba je vedena v seznamu kulturních památek České republiky.

## Historie

### Františkánský klášter
První klášter františkánů-observantů byl na Ratibořském předměstí Opavy založen roku 1453 po předchozím pozvání řádu do města opavským knížetem Vilémem, zanikl ale v období reformace v roce 1571 nebo 1572. Budova byla poté od roku 1583 využívána jako městský špitál. Krátký pokus řádových bratří o pobělohorský návrat ukončila okupace města protestantským dánským vojskem v roce 1627 a někdejší klášterní stavba v polovině 17. století definitivně ustoupila baroknímu městskému opevnění.

Teprve roku 1659 uvedl zemský místodržící hrabě Jiří Štěpán Bruntálský z Vrbna františkány do Opavy potřetí a jako dočasné sídlo jim nejprve poskytl měšťanský dům U černého vola v Solné ulici. O 8 let později pak řádu daroval pro stavbu vlastního kláštera pozemek při městských hradbách u ústí Ostrožné ulice do tehdejší Hradecké brány. Za budoucí patronku nového řeholního domu byla vybrána svatá Barbora, kterou řádový kazatel Václav Nedbal už v roce 1674 oslavil vydáním zvláštního hagiografického spisku.
Pod vedením představeného Jana Evangelisty Fritsche františkáni v roce 1673 na novém místě dostavěli první část obytných budov s knihovnou, o dva roky později dokončili stavbu kostela svaté Barbory, vysvěceného v roce 1677, a do roku 1678 i ostatní objekty. Klášter dostal podobu symetrického barokního areálu o ploše přibližně 58×30 metrů, v němž k neorientovanému kostelu, umístěnému uprostřed, přiléhala z každé strany jedna ze dvou trojkřídlých jednopatrových budov konventu, uzavírajících dva rajské dvory.

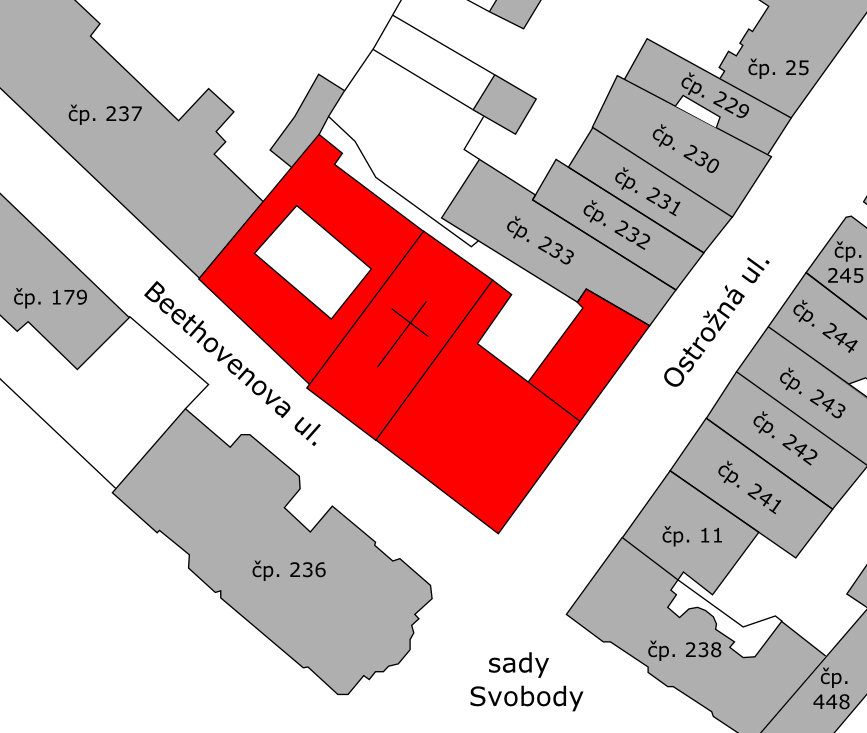
Současná situace bývalého kláštera.

Konvent si už během 60. a 70. let 17. století opatřil menší sbírku knih, před rokem 1683 měl i vlastního knihaře. Při velkém požáru města 24. května 1689 ale na klášteře shořely všechny střechy, propadly se stropy a většina vybavení včetně dosavadní knihovny byla zničena. Oprava budov nicméně proběhla díky péči donátorů během jediného následujícího roku.

Klášter byl zřejmě už před požárem vybrán jako sídlo jedné z řádových škol filosofie, logiky a teologie a nejpozději na přelomu 17. a 18. století byla tato škola uvedena do provozu. Část místností v klášteře byla upravena pro její potřeby, nová klášterní knihovna zaznamenala výrazné rozšíření.
Klášter spolu s částí města znovu vyhořel 25. srpna 1758 a následující rekonstrukce se stala příležitostí k pozdně barokním a rokokovým stavebním úpravám. Na nové výzdobě kostela se podíleli Felix Ivo Leicher a Ignác Raab, oltářní obraz Marie Immaculaty namaloval Josef Stern, další oltářní obrazy a cyklus křížové cesty pak Jan Lukáš Kracker.
V rámci josefinských reforem bylo v roce 1785 nařízeno zrušení kláštera, o dva roky později také pořízen soupis jeho majetku, určeného k zabavení, a přestože přímá likvidace konventu byla nakonec odvolána, poklesl kvůli úřednímu omezení počtu přijímaných noviců postupně během 90. let 18. století počet obyvatel řeholního domu až na pouhé tři mnichy. Klášter byl tedy nakonec 1. prosince 1796 rozpuštěn pro neobsazenost.

Majetek kláštera připadl státnímu Náboženskému fondu, obsah knihovny byl rozprodán v dražbě, cenný cyklus Krackerových obrazů Křížové cesty pak přemístěn do farního kostela sv. Kateřiny v Kateřinkách.

### Městská a zemská nemocnice

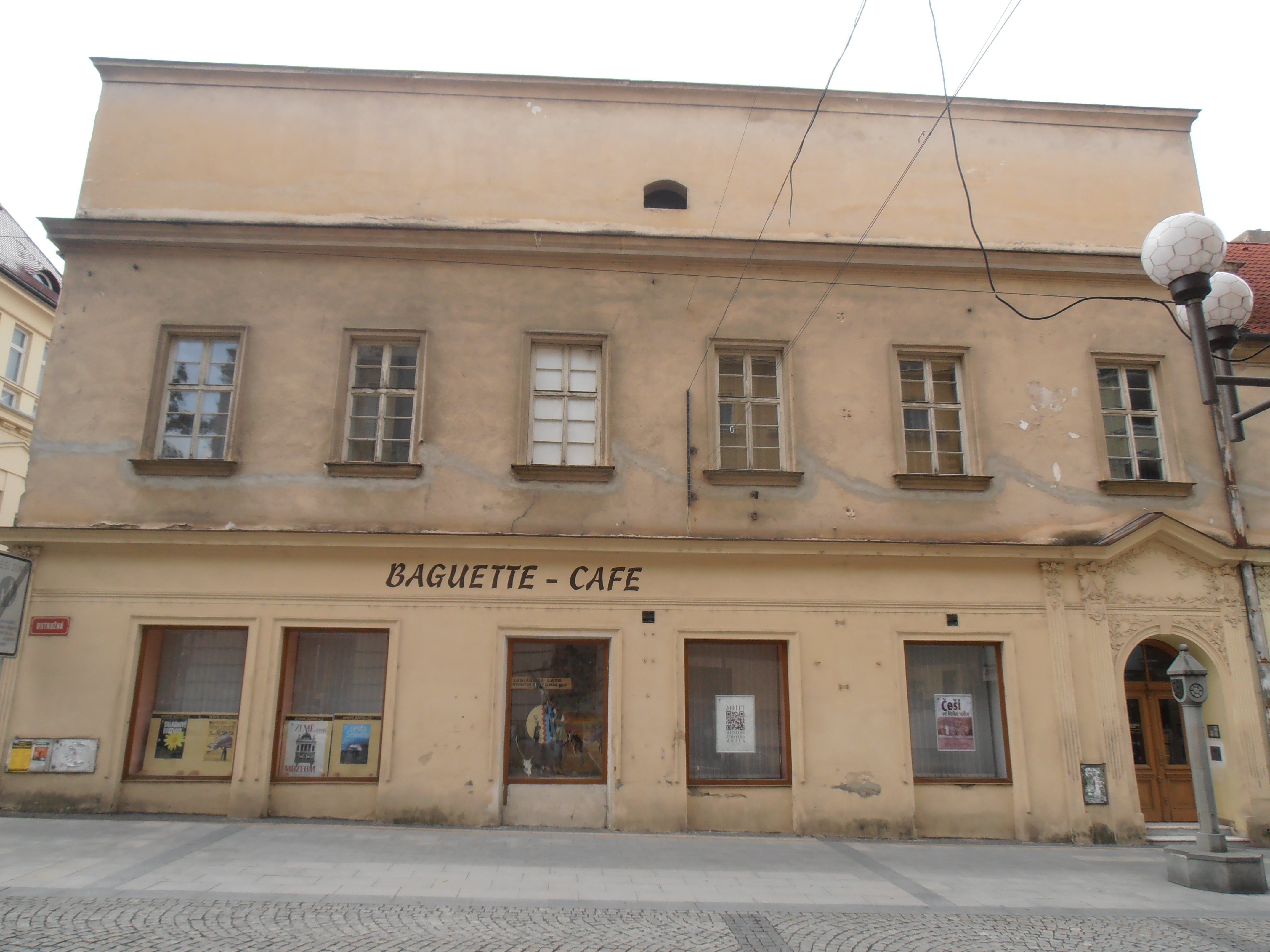
Východní průčelí bývalého kláštera po přestavbách pro Heiderichův institut.

Vyklizený objekt byl nejprve krátkou dobu využíván jako vojenské skladiště, záhy ale upoutal pozornost opavského lékaře a filantropa Leopolda Heidericha, který měl v úmyslu ve městě zřídit veřejnou nemocnici. S pomocí primátora Jana Schösslera se mu budovu v roce 1797 podařilo za tímto účelem získat a o rok později zde zahájil stavební a jiné úpravy.
Přestavba, financovaná především z Heiderichových soukromých prostředků, se protáhla na mnoho let. V roce 1800 byli sice v budově ošetřeni první pacienti, hlavní část úprav ale začala až o čtyři roky později, kdy také Heiderichem vypracovaný statut a provozní řád budoucí nemocnice svým dvorským dekretem schválil císař. Nemocnice o 108 lůžkách tak byla vybavena a připravena k otevření teprve koncem roku 1805.
Plánovanou slavnost ovšem předběhly události Třetí koaliční války. Počátkem prosince 1805 se do Opavy nečekaně stáhlo několik tisíc rakouských a ruských vojáků, ustupujících z bitvy u Slavkova s velkým počtem nemocných a raněných. Radnice si proto z obavy před infekcemi vynutila poskytnutí nemocnice armádě, která zde zřídila karanténní lazaret a dočasně i štáb rakouského Kaunitzova pěšího pluku. Heiderich se při ošetřování vojáků sám nakazil břišním tyfem a ještě před koncem roku zemřel, vojsko pak budovu opustilo zcela vyrabovanou.

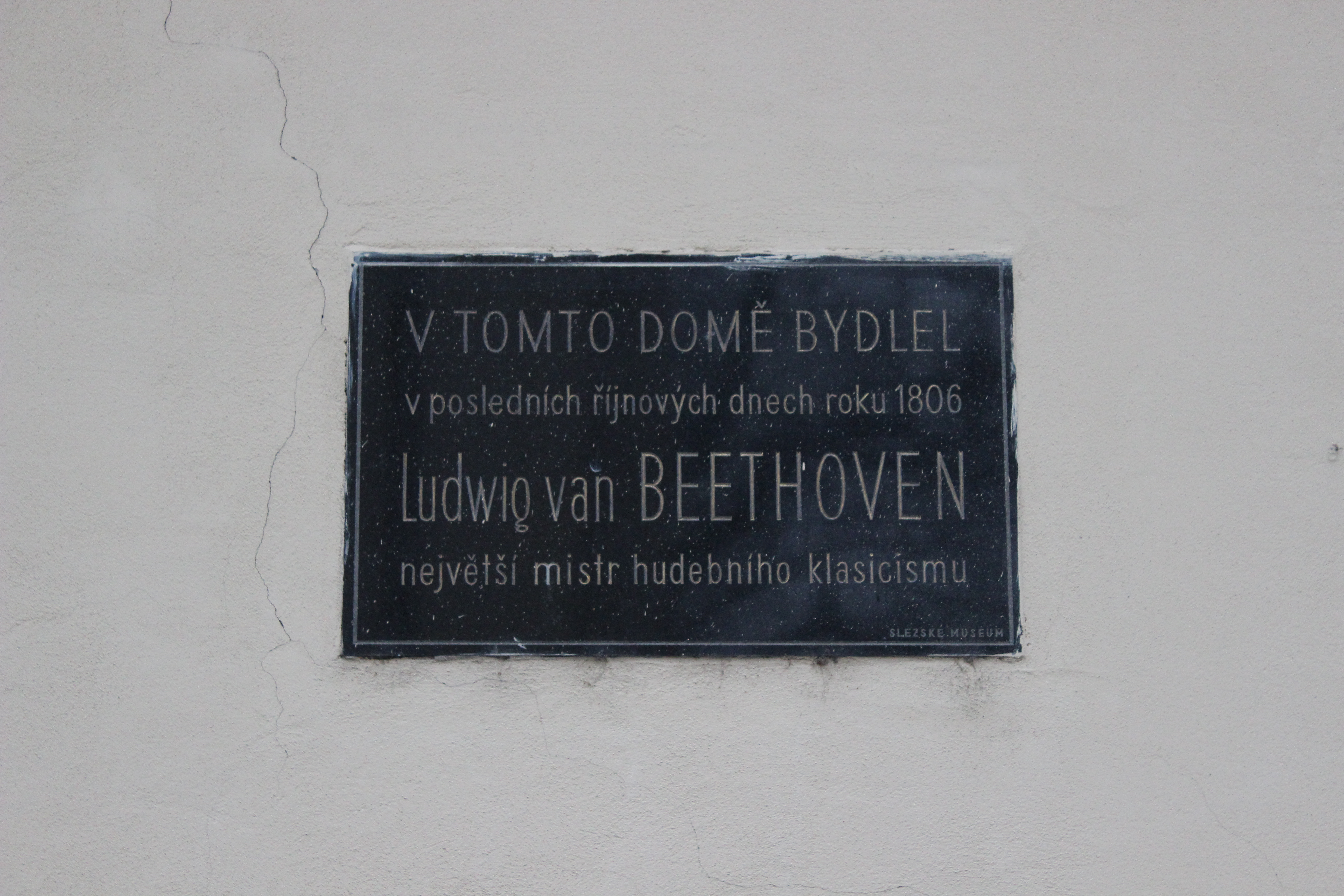
Pamětní deska na jižním průčelí bývalého kláštera, připomínající údajný pobyt Ludwiga van Beethovena.

Budoucí nemocnice, nyní ve správě města, musela projít novou rekonstrukcí. Ještě v jejím průběhu, v říjnu 1806, se v budově během svého opavského pobytu krátce ubytoval skladatel Ludwig van Beethoven, samo zdravotnické zařízení pak bylo slavnostně otevřeno teprve 12. září 1807. Se souhlasem císaře dostalo název Heiderichův institut.
Stavební úpravy objektu pokračovaly i poté, kolem roku 1834 bylo zbořeno severní křídlo pravého traktu bývalého konventu a přilehlý rajský dvůr zaplněn novou přístavbou. Jinak ovšem laxně vedenou a upadající nemocnici v roce 1852 musela z iniciativy ředitele Fabiána Rokyty převzít do správy zemská vláda.
Slezská zemská nemocnice, jak bylo zařízení přejmenováno, pak v budově sídlila až do roku 1900, kdy pod vedením dalšího ředitele Arnošta Freisslera převzala soubor nových pavilonů na Olomoucké ulici a své provozy do nich postupně zcela přestěhovala.
V současné době má státem vlastněný objekt bývalého kláštera k dispozici Slezské zemské muzeum, které zde provozuje depozitář a část prostor také poskytuje soukromým subjektům k podnikání.